# پاول استاروستین
پاول استاروستین (انگلیسی: Pavel Starostin؛ زادهٔ ۱ ژانویهٔ ۱۹۵۵) سیاستمدار و نماینده سابق مجلس اهل استونی است.